# Blue Angel Cafe
Blue Angel Cafe è un film del 1989 diretto da Joe D'Amato e liberamente ispirato alla celebre pellicola L'angelo azzurro con Marlene Dietrich del 1930.

## Trama
Stati Uniti, fine anni ottanta. Quando Raymond Derek, giovane politico in carriera con una bella moglie, Kate, e una bella casa, incontra in un night l'affascinante cantante Angie, ne rimane profondamente folgorato. Data l'attrazione reciproca, i due s'incontrano di nascosto per non compromettere la carriera di lui. Ma dopo che la stampa scopre la loro relazione segreta, per Raymond inizia una parabola discendente che rischia di distruggerne vita e carriera, al contrario di Angie che, invece, diventa una celebrità. Una lite furibonda con Angie riporta Raymond tra le braccia di Kate; Angie non si dà per vinta e torna a cercarlo, ma Kate la convince a desistere. Così Angie se ne torna al suo lavoro di cantante, certa di non trovare più Raymond tra il pubblico.

### Locandine
I manifesti e le locandine utilizzate per la promozione del film sono state curate dall'illustratore Enzo Sciotti.

## Distribuzione
Il film è stato distribuito nel Regno Unito a partire dal mese di agosto del 1989. In Italia la pellicola ha avuto una distribuzione regionale prima di essere pubblicata direttamente per il mercato home video dalla Columbia TriStar su una videocassetta in formato VHS con il codice: RCA CVC 14195.

### Data di uscita
Alcune date di uscita internazionali nel corso del 1989 anni sono state:
- 18 agosto 1989 nel Regno Unito (Blue Angel Cafe)[3]
- 11 novembre 1989 in Giappone (Blue Angel Cafe)[4]
- 11 dicembre 1989 in Germania (Blue Angel Cafe)[5]